# Museo Pio-Clementino

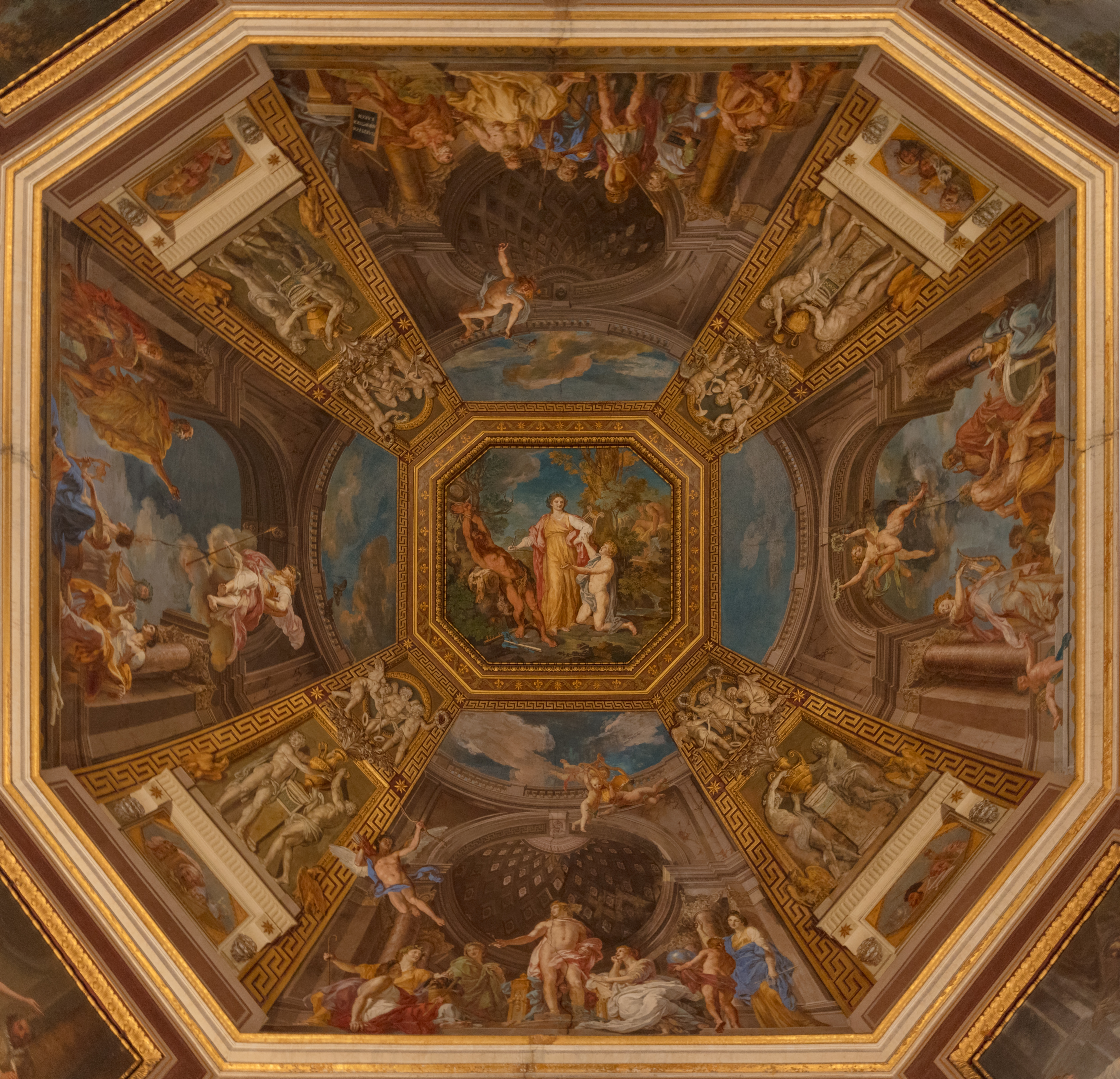
Cupola della Sala delle Muse, Museo Pio Clementino

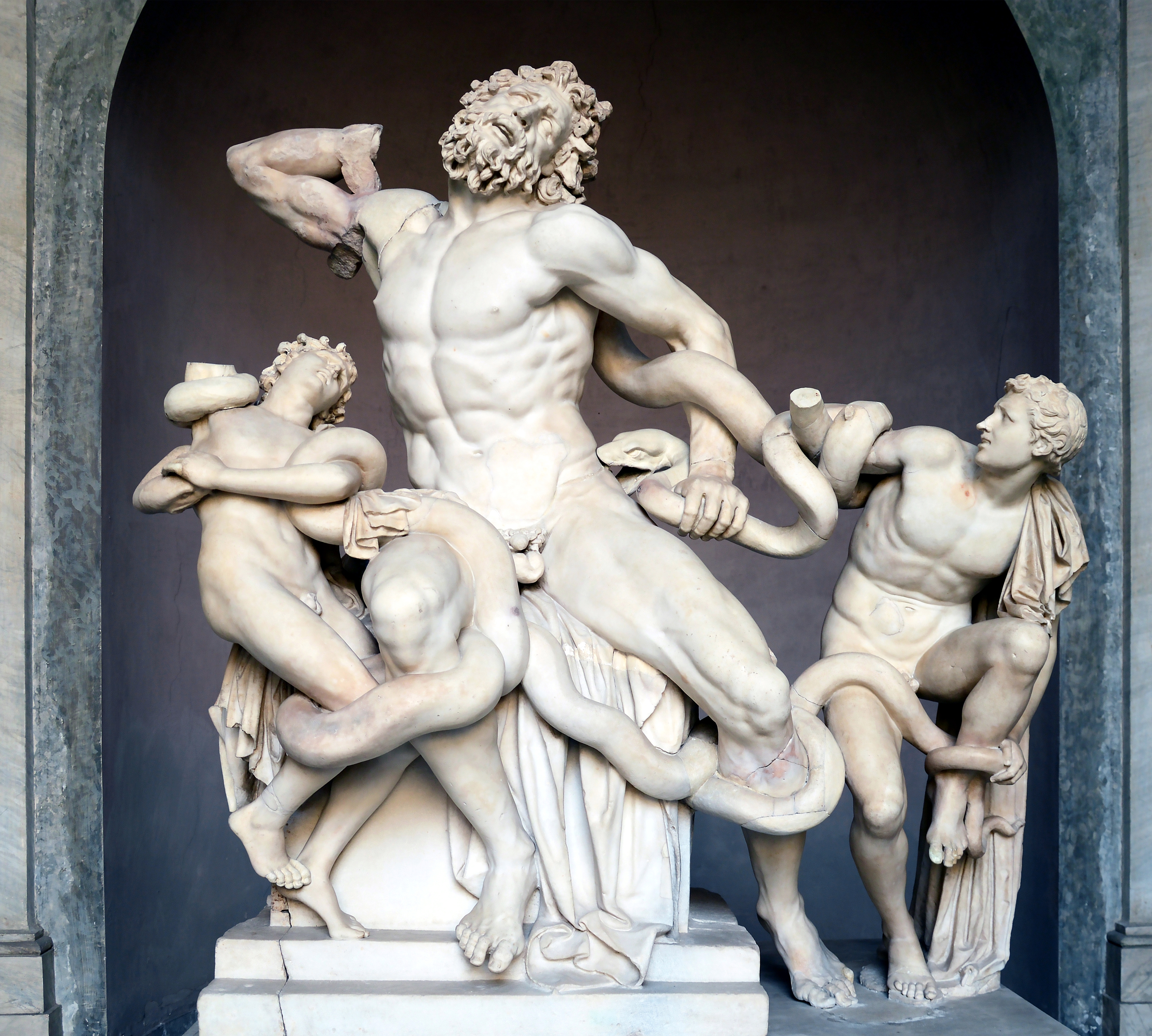
Il gruppo marmoreo del Laocoonte

Il Museo Pio-Clementino è il più grande e complesso dei Musei Vaticani, sistemato nel Palazzetto del Belvedere.

## Descrizione
Fondato da Clemente XIV nel 1771 dopo l'acquisizione delle collezioni Mattei e Fusconi, esso venne ampliato dal suo successore, Pio VI, che gli diede un ingresso monumentale con l’Atrio dei Quattro Cancelli e la Scala Simonetti, da cui si accedeva all'atrio di ingresso, la Sala a croce greca.
Il museo oggi è collocato in 12 sale, comprensive del Cortile Ottagono, e ospita importanti collezioni di epoca greca e romana.
Il percorso standardizzato per la visita si svolge in senso opposto alla numerazione originaria delle sale, cominciando dalla Galleria dei Candelabri e dalla Sala della Biga, e proseguendo nei seguenti ambienti:
- XII - Vestibolo Quadrato
- X - Gabinetto dell'Apoxyómenos
- XI - Vestibolo
- VIII - Cortile Ottagono, sul quale si affacciano:
  - il gabinetto dell'Apollo (Apollo del Belvedere)
  - il gabinetto del Laocoonte (Gruppo del Laocoonte)
  - il gabinetto dell'Hermes
  - il gabinetto del Canova.
- IV - Sala degli Animali
- V - Galleria delle Statue (Amazzone Mattei, Arianna addormentata)
- VI - Sala dei Busti
- VII - Gabinetto delle Maschere (Afrodite Cnidia)
- III - Sala delle Muse (Torso del Belvedere)
- II - Sala Rotonda (Ercole del Teatro di Pompeo, Era Barberini, Zeus di Otricoli)
- I - Sala a Croce Greca